# Subbiano
Subbiano és un municipi situat al territori de la província d'Arezzo, a la regió de la Toscana (Itàlia).
Limita amb els municipis d'Anghiari, Arezzo, Capolona, Caprese Michelangelo, Castel Focognano, Chitignano i Chiusi della Verna.
Pertanyen al municipi les frazioni de Calbenzano, Casa la Marga, Castelnuovo, Chiaveretto, Falciano, Giuliano, MonteGiovi, Poggio d'Acona, Santa Mama, Savorgnano i Vogognano.